# Herophydrus natator
Herophydrus natator är en skalbaggsart som beskrevs av Olof Biström och Nilsson 2002. Herophydrus natator ingår i släktet Herophydrus och familjen dykare. Inga underarter finns listade i Catalogue of Life.